# Lago Manantali
El lago Manantali es un gran lago artificial de Malí de la cuenca del río Senegal formado por la construcción en el río Bafing, en 1989, de la presa de Manantali. Su punto más septentrional está situado a 90 kilómetros al sureste de la ciudad de Bafoulabé (19 955 hab. en 2009). Cubre 477 km² y almacena 11,3 km³, siendo el mayor del país y el 12.º de África.
Su formación obligó a 12.000 personas a abandonar sus hogares e inundó 120 km² de bosque.  El lago terminó en gran medida con los patrones de inundación tanto en el Bafing como en el río Senegal, poniendo en peligro la agricultura tradicional, que dependía de las inundaciones estacionales. El lago también ha supuesto beneficios: la navegación aguas abajo de la presa, el uso para el riego de la tierra circundante, y una fuente para la pesca comercial. La presa en sí proporciona energía hidroeléctrica a gran parte de la región.

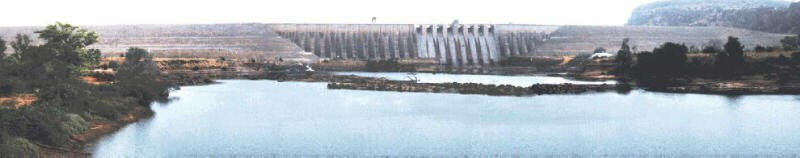
Vista de la gran presa de Manantali